# Edinburgh National Society for Women's Suffrage
Edinburgh National Society for Women's Suffrage var en skotsk kvinnorättsorganisation, verksam mellan 1867 till 1918. Syftet var att verka för Kvinnlig rösträtt.
Det grundades av en grupp kvinnor under ledning av Eliza Wigham och Jane Wigham.
Den var Skottlands representant under den brittiska National Society for Women's Suffrage, vilket blev startpunkten för rösträttskampen i Skottland, och var en av de tre första rösträttsföreningarna i Storbritannien. 
Efter att kvinnor fått rösträtt i Storbritannien 1918 omvandlades Edinburgh National Society for Women's Suffrage till National Union of Women for Equal Citizenship för att verka för andra reformer.